# Liste der ehemaligen Straßennamen von Zgorzelec

Zgorzelecer Stadtwappen

Görlitzer Stadtwappen

Die Liste der ehemaligen Straßennamen von Zgorzelec beinhaltet die Namen der Straßen und Plätze auf dem heutigen Stadtgebiet der polnischen Stadt Zgorzelec, die bereits in der Zeit der Zugehörigkeit der Görlitzer Ostvorstadt und von Moys zur deutschen Stadt Görlitz vor 1945 existierten. Die Stadt Zgorzelec entstand nach dem Ende des Zweiten Weltkrieges aus den östlich der Lausitzer Neiße gelegenen Stadtteilen der Stadt Görlitz. Seit 1998 präsentieren sich Zgorzelec und Görlitz als eine gemeinsame Europastadt.

## Hinweise zu den Angaben in den Tabellen
- Die Spalte Straßenname um 1930/31 bzw. 1938 enthält die Bezeichnung der Straße oder des Platzes in den Stadtplänen von 1930/31 bzw. 1938. Die Spalte ist sortierbar.
- In den beiden Spalten Namensherkunft ist, wenn bekannt, der Ursprung des deutschen bzw. polnischen Straßen- oder Platznamens verzeichnet. Bei der Spalte für die polnischen Straßennamen ist teilweise auch die sinngemäße Übersetzung enthalten.
- Die Spalte heutiger Straßenname enthält die Bezeichnung der Straße oder des Platzes 2012. Die Spalte ist sortierbar.

## Liste der Straßennamen
| Straßenname um 1930/31 bzw. 1938 | Namensherkunft | heutiger Straßenname                       | Namensherkunft |
| -------------------------------- | --- | ------------------------------------------ | --- |
| Äußere Laubaner Straße           | Benannt nach der Stadt Lauban | Ulica Zamiejsko-Lubańska                   | siehe deutsche Namensherkunft                                                                                        |
| Am Bergwerk                      | Im Südwesten von Moys wurde Braunkohle abgebaut. Das bekannteste Bergwerk war die Grube Friedrich Anna.                                                              | Ulica Górnowiejska                         | dt.: Oberdorf |
| Am Friedrichsplatz               | Benannt nach dem Friedrichsplatz südlich der Straße | Ulica Partyzantów                          | dt.: Partiasanenstraße                                                                                               |
| Am Jäckelsberg                   | Der Jäckelsberg ist eine Erhebung zwischen Rothwasser und Winterfeldtstraße.                                                                                         | Ulica Widok                                | dt.: Ausblick |
| Am Kriegersteig                  | | Ulica Józefa Chełmońskiego                 | Benannt nach dem polnischen Maler Józef Chełmoński                                                                   |
| Am Kriegersteig                  | | Ulica Okólna                               | dt.: Ringstraße |
| Am Leisebrunnen                  | Der Leisebrunnen (auch Läusebrunnen) war ein Brunnen östlich der Oberlausitzer Ruhmeshalle.                                                                          | Ulica Stanisława Konarskiego               | Benannt nach dem polnischen Schriftsteller Stanisław Konarski                                                        |
| An der Gebirgsbahn               | Die Schlesische Gebirgsbahn bezeichnet die Bahnstrecke von Görlitz nach Breslau.                                                                                     | Ulica Nad Kolejką Górską                   | siehe deutsche Namensherkunft                                                                                        |
| An der Wasserpforte              | Die Wasserpforte war ein Tor der Stadtbefestigung der Vorstädte von Görlitz.                                                                                         | Ulica Nadbrzeżna                           | dt.: Uferstraße |
| Julius-Arnade-Straße             | Julius Arnade war Industrieller und Gründer eine Koffer- und Lederzeugfabrik in Görlitz.                                                                             | Ulica Grunwaldzka                          | Benannt nach der Schlacht bei Tannenberg (poln.: Bitwa pod Grunwaldem) im Jahr 1410                                  |
| Auf der Höh                      | | Ulica Górna                                | dt.: Bergstraße |
| Johann-Sebastian-Bach-Straße     | Benannt nach Johann Sebastian Bach | Ulica Stanisława Moniuszki                 | Benannt nach dem polnischen Komponisten Stanisław Moniuszko                                                          |
| Beethovenstraße                  | Benannt nach Ludwig van Beethoven | Ulica Fryderyka Chopina                    | Benannt nach dem polnischen Komponisten Fryderyk Franciszek Chopin                                                   |
| Otto-von-Below-Straße            | Benannt nach dem General Otto von Below | Ulica Krańcowa                             | dt.: Endstraße |
| Bertholdstraße                   | Benannt nach dem deutschen Piloten Rudolf Berthold | Ulica Ludwika Idzikowskiego                | Benannt nach dem polnischen Piloten Ludwik Idzikowski                                                                |
| Bethestraße                      | Benannt nach dem Stadtverordnetenvorsteher und Görlitzer Ehrenbürger Eduard Bethe                                                                                    | Ulica Stanisława Staszica                  | Benannt nach dem polnischen Schriftsteller Stanisław Staszic                                                         |
| Birkenstraße                     | Benannt nach dem Birkenbaum | Ulica Brzozowa                             | siehe deutsche Namensherkunft                                                                                        |
| Blücherstraße                    | Benannt nach dem preußischen Generalfeldmarschall Gebhard Leberecht von Blücher                                                                                      | Ulica Romualda Traugutta                   | Benannt nach dem polnischen General Romuald Traugutt                                                                 |
| Jakob-Böhme-Straße               | Benannt nach dem Philosophen Jakob Böhme | Ulica Bolesława Domańskiego                | Benannt nach dem polnischen Philosophen Bolesław Domański                                                            |
| Boelckestraße                    | Benannt nach dem deutschen Piloten Oswald Boelcke | Ulica Dzika                                | dt.: Wildschweinstraße                                                                                               |
| Elsa-Brandström-Straße           | Benannt nach der schwedischen Philanthropin Elsa Brändström | Ulica Elizy Orzeszkowej                    | Benannt nach der polnischen Schriftstellerin Eliza Orzeszkowa                                                        |
| Breslauer Straße                 | Benannt nach der Stadt Breslau | Ulica Wrocławska                           | siehe deutsche Namensherkunft                                                                                        |
| Bunsenstraße                     | Benannt nach dem Chemiker Robert Wilhelm Bunsen | Ulica Fabryczna                            | An der Straße befindet sich das einstige Gaswerk und zahlreiche weitere Industrieansiedlungen                        |
| Bunzlauer Straße                 | Benannt nach der Stadt Bunzlau | Ulica Bolesławiecka                        | siehe deutsche Namensherkunft                                                                                        |
| Clausewitzstraße                 | Benannt nach dem preußischen General Carl von Clausewitz | Ulica Generała Józefa Bema                 | Benannt nach dem polnischen General Józef Bem                                                                        |
| Courbièrestraße                  | Benannt nach dem preußischen Generalfeldmarschall Wilhelm René de l’Homme de Courbière                                                                               | Ulica Tadeusza Kościuszki                  | Benannt nach dem polnischen General Tadeusz Kościuszko                                                               |
| Dornröschenweg                   | Benannt nach der Märchenfigur Dornröschen | Ulica Podwale                              | Das Wort Podwale bedeutet so viel wie Stadtgraben und erinnert an den einst hier verlaufenden äußeren Stadtgraben    |
| Feldweg                          | | Ulica Generała Leopolda Okulickiego        | Benannt nach dem Führer der polnischen Heimatarmee Leopold Okulicki                                                  |
| Feldweg                          | | Ulica Słoneczna                            | dt.: Sonnenstraße |
| Flurweg                          | | Ulica Łanowa                               | dt.: Flurweg |
| Friedländer Straße (1938)        | Benannt nach der Stadt Friedland | Ulica Powstańców Śląskich                  | Benannt nach den Aufständen in Oberschlesien zwischen 1919 und 1921                                                  |
| Friedländer Straße (1938)        | Benannt nach der Stadt Friedland | Ulica Francuska                            | dt.: Französische Straße                                                                                             |
| Friedrichstraße                  | Benannt nach dem deutschen Kaiser Friedrich III. | Ulica Rolna                                | dt.: Straße des Landwirts                                                                                            |
| Friedrichstraße                  | Benannt nach dem deutschen Kaiser Friedrich III. | Ulica Juliusza Słowackiego                 | Benannt nach dem polnischen Dichter Juliusz Słowacki                                                                 |
| Friedrichsplatz                  | Benannt nach dem deutschen Kaiser Friedrich III. | Plac Jerzego Popiełuszki                   | Benannt nach dem polnischen Priester Jerzy Popiełuszko                                                               |
| Gablonzer Straße (1938)          | Benannt nach der Stadt Gablonz | Ulica Grunwaldzka                          | Benannt nach der Schlacht bei Tannenberg (poln.: Bitwa pod Grunwaldem) im Jahr 1410                                  |
| Gablonzer Straße (1938)          | Benannt nach der Stadt Gablonz | Ulica świętego Jana                        | Benannt nach der Moyser Johannes-der-Täufer-Kirche                                                                   |
| Gneisenaustraße                  | Benannt nach preußischen Generalfeldmarschall August Neidhardt von Gneisenau                                                                                         | Ulica Emilii Plater                        | Benannt nach der polnisch-litauischen Gräfin und Widerstandskämpferin Emilia Plater                                  |
| Goetzenstraße                    | | Ulica Dionizego Czachowskiego              | Benannt nach dem polnischen Oberst des Januaraufstandes Dionizy Czachowski                                           |
| Grenzweg                         | Entlang der Straße verlief die östliche Stadtgrenze | Ulica Graniczna                            | siehe deutsche Namensherkunft                                                                                        |
| Richard-Haack-Straße             | | Ulica Hugo Kołłątaja                       | Benannt nach dem polnischen Politiker und Publizist Hugo Kołłątaj                                                    |
| Hennersdorfer Straße             | Benannt nach der Ortschaft Hennersdorf | Ulica Henrykowska                          | Benannt nach der Ortschaft Henryków Lubański (bis 1945: Katholisch Hennersdorf)                                      |
| Hermsdorfer Straße (1930/31)     | Benannt nach der Ortschaft Hermsdorf | Ulica Bohaterów II. Armii Wojska Polskiego | Benannt nach den Helden der II. Polnischen Armee                                                                     |
| Hindenburg-Allee                 | Benannt nach dem Generalfeldmarschall Paul von Hindenburg | Park Paderewskiego                         | Benannt nach dem polnischen Komponisten Ignacy Jan Paderewski                                                        |
| Hindenburgstraße                 | Benannt nach dem Generalfeldmarschall Paul von Hindenburg | Ulica Tadeusza Kościuszki                  | Benannt nach dem polnischen General Tadeusz Kościuszko                                                               |
| Hof-Allee (1930/31)              | | Ulica Francuska                            | dt.: Französische Straße                                                                                             |
| Holle-Weg                        | Benannt nach der Märchenfigur Frau Holle | Ulica Boczna                               | dt.: Nebenstraße |
| Humboldt-Straße                  | Benannt nach dem deutschen Naturforscher Alexander von Humboldt | Ulica Walerego Wróblewskiego               | Benannt nach dem polnischen Milizkommandanten Walery Antoni Wróblewski                                               |
| Hussitenweg                      | Benannt nach den Hussiten | Ulica Piękna                               | dt.: Schöne Straße                                                                                                   |
| Immelmannstraße                  | Benannt nach dem deutschen Jagdpilot Max Immelmann | Ulica Żwirki i Wigury                      | Benannt nach dem polnischen Sieger des Europarundfluges 1932 Franciszek Żwirko und seinem Ingenieur Stanisław Wigura |
| Johanneskirchstraße              | Die Johanniskirche war die evangelische Kirche im Ortsteil Moys | Ulica Grunwaldzka                          | Benannt nach der Schlacht bei Tannenberg (poln.: Bitwa pod Grunwaldem) im Jahr 1410                                  |
| Johanneskirchstraße              | Die Johanniskirche war die evangelische Kirche im Ortsteil Moys | Ulica świętego Jana                        | Benannt nach der Moyser Johannes-der-Täufer-Kirche                                                                   |
| Kleiststraße (1938)              | Benannt nach dem preußischen Generalfeldmarschall Graf Kleist von Nollendorf                                                                                         | Ulica Bohaterów II. Armii Wojska Polskiego | Benannt nach den Helden der II. Polnischen Armee                                                                     |
| Koboldweg                        | Benannt nach dem Phantasiewesen Kobold | Ulica Zapiecek                             | |
| Friedrich-Küstner-Straße         | Benannt nach dem Görlitzer Karl Friedrich Küstner | Ulica Józefa Dąbrowskiego                  | |
| Landhausweg                      | | Ulica Ogrodowa                             | dt.: Gartenstraße |
| Langeweg                         | | Ulica Generała Władysława Andersa          | Benannt nach dem polnischen General Władysław Anders                                                                 |
| Laubaner Straße                  | Benannt nach der Stadt Lauban | Ulica Lubańska                             | siehe deutsche Namensherkunft                                                                                        |
| Leopoldshayner Straße            | Benannt nach der Ortschaft Leopoldshain | Ulica Cmentarna                            | dt.: Friedhofsstraße                                                                                                 |
| Lerchenstraße                    | Benannt nach der Vogelfamilie Lerche | Ulica Modrzewiowa                          | Benannt nach dem Lärchenbaum                                                                                         |
| Litzmannstraße                   | Benannt nach dem General Karl Litzmann | Ulica Łódzka                               | Benannt nach der polnischen Stadt Łódź                                                                               |
| Lützowstraße                     | Benannt nach dem preußischen Generalmajor Ludwig Adolf Wilhelm von Lützow und seinem Bruder Leopold von Lützow                                                       | Ulica Józefa Dąbrowskiego                  | Benannt nach dem polnischen Priester Józef Dąbrowski                                                                 |
| Moyser-Hof-Allee (1930/31)       | | Ulica Powstańców Śląskich                  | Benannt nach den Aufständen in Oberschlesien zwischen 1919 und 1921                                                  |
| Moyser Straße                    | Benannt nach dem damaligen Görlitzer Stadtteil Moys | Ulica Krzysztofa Kamila Baczyńskiego       | Benannt nach dem polnischen Dichter Krzysztof Kamil Baczyński                                                        |
| Moyser Weg                       | Benannt nach dem damaligen Görlitzer Stadtteil Moys | Ulica Cienista                             | dt.: Schattenstraße                                                                                                  |
| Mozartstraße                     | Benannt nach dem Komponisten Wolfgang Amadeus Mozart | Ulica Karola Szymanowskiego                | Benannt nach dem polnischen Komponisten Karol Szymanowski                                                            |
| Nettelbeckstraße                 | Benannt nach dem deutschen Volkshelden Joachim Nettelbeck, bekannt durch seine Rolle bei der Verteidigung Kolbergs 1807                                              | Ulica Józefa Poniatowskiego                | Benannt nach dem polnischen General Józef Antoni Poniatowski                                                         |
| Neustädtchen                     | Um 1522 wurde die Stadt um eine Siedlung in Richtung Osten erweitert – das Neustädtchen.                                                                             | Ulica Nowomiejska                          | dt.: Neustädtchen |
| Nieder-Auenweg                   | | Ulica Rzeczki Dolne                        | dt.: Nieder-Auenweg                                                                                                  |
| Nieder-Dorfstraße                | | Ulica Szarych Szeregów                     | |
| Ober-Auenweg                     | | Ulica Rzeczki Górne                        | dt.: Ober-Auenweg |
| Ober-Dorfstraße                  | | Ulica Górnowiejska                         | dt.: Ober-Dorfstraße                                                                                                 |
| Pfennigstraße                    | Der Name steht vermutlich dafür, dass einst für die Nutzung des Weges Geld bezahlt werden musste. 1779 findet sich zur Untermauerung der These der Name Pfändegasse. | Ulica Księdza Jana Kozaka                  | Benannt nach dem Prälaten der Pfarrei St. Bonifatius in Zgorzelec Jan Kozak                                          |
| Prager Straße                    | Benannt nach der Stadt Prag | Ulica Ignacego Daszyńskiego                | Benannt nach dem polnischen Politiker Ignacy Daszyński                                                               |
| Rabenbergstraße                  | Benannt nach der Erhebung östlich der Prager Straße | Ulica Stefana Żeromskiego                  | Benannt nach dem polnischen Schriftsteller Stefan Żeromski                                                           |
| Rainweg                          | | Ulica Wąska                                | dt.: Schmale Straße                                                                                                  |
| Raschke-Weg                      | Benannt nach dem sächsischen Kriegsrat Friedrich Wilhelm Raschke, dem der nahe Gutshof gehörte                                                                       | Ulica Jana Kochanowskiego                  | Benannt nach dem polnischen Dichter Jan Kochanowski                                                                  |
| Reichenberger Straße             | Benannt nach der Stadt Reichenberg | Ulica Marszałka Józefa Piłsudskiego        | Benannt nach dem polnischen Militär Józef Piłsudski                                                                  |
| Rotkäppchenweg                   | Benannt nach der Märchenfigur Rotkäppchen | Ulica Czerwona                             | dt.: Rote Straße |
| Scharnhorststraße                | Benannt nach dem preußischen General Gerhard von Scharnhorst | Ulica Jana Kilińskiego                     | Benannt nach dem Kommandanten des Kościuszko-Aufstandes Jan Kiliński                                                 |
| Scheffer-Boyadel-Straße          | Benannt nach dem General Reinhard von Scheffer-Boyadel | Ulica Krótka                               | dt.: Kurze Straße |
| Schenkendorff-Platz              | Benannt nach dem Reformpädagogen Emil Gustav Theodor von Schenckendorff                                                                                              | Ulica Maratońska                           | dt.: Marathonstraße                                                                                                  |
| Schenkendorffstraße              | Benannt nach dem Reformpädagogen Emil Gustav Theodor von Schenckendorff                                                                                              | Ulica Warszawska                           | dt.: Warschauer Straße                                                                                               |
| Schmettowstraße                  | Benannt nach Generalleutnant Eberhard von Schmettow | Ulica Michała Drzymały                     | Benannt nach dem polnischen Widerständler Michał Drzymała                                                            |
| Ewald-Schneider-Weg              | Benannt nach dem Görlitzer Kunstglaskaufmann Ewald Schneider | Ulica Bolesława Prusa                      | Benannt nach dem polnischen Schriftsteller Bolesław Prus                                                             |
| Schönbergerstraße                | Benannt nach der Ortschaft Schönberg | Ulica Sulikowska                           | siehe deutsche Namensherkunft                                                                                        |
| Schwerinstraße                   | Benannt nach dem Generalfeldmarschall Kurt Christoph von Schwerin | Ulica Henryka Sienkiewicza                 | Benannt nach dem polnischen Literaturnobelpreisträger Henryk Sienkiewicz                                             |
| Scultetusweg                     | Benannt nach dem Astronomen Bartholomäus Scultetus | Ulica Szkolna                              | dt.: Schulstraße |
| Seidenberger Straße              | Benannt nach der Stadt Seidenberg | Ulica Łużycka                              | dt.: Lausitzer Straße                                                                                                |
| Franz-Serzisko-Straße            | | Ulica Władysława Jagiełły                  | Benannt nach dem Großfürst von Litauen und König von Polen Władysław II. Jagiełło                                    |
| Stadtgrabenweg                   | Benannt nach dem äußeren Stadtgraben, Teil der Stadtbefestigung Görlitz                                                                                              | ohne Bezeichnung                           | – |
| Steinmetzstraße                  | Benannt nach dem preußischen Generalfeldmarschall Karl Friedrich von Steinmetz                                                                                       | Ulica Kamieniarska                         | Benannt nach dem Beruf des Steinmetzes (poln. Kamieniarz)                                                            |
| Steudner-Straße                  | Benannt nach dem deutschen Naturforscher Hermann Steudner | Ulica Mikołaja Kopernika                   | Benannt nach dem Astronomen Nikolaus Kopernikus                                                                      |
| Talstraße                        | | Ulica Andrzeja Struga                      | Benannt nach dem polnischen Schriftsteller Andrzej Strug                                                             |
| Teichbaudenweg                   | Benannt nach dem Nachbau der Kleinen Teichbaude im Riesengebirge im Park                                                                                             | Ulica Parkowa                              | dt.: Parkstraße |
| Töpferberg                       | Benannt nach der Erhebung östlich der Breslauer Straße | Plac Pocztowy                              | dt.: Postplatz, benannt nach der kursächsischen Postmeilensäule auf dem Platz                                        |
| Trotzendorfstraße                | Benannt nach Gründer der humanistischen Schule in Schlesien Valentin Friedland alias Trotzdendorf                                                                    | Ulica Armii Krajowej                       | Benannt nach der Polnischen Heimatarmee (poln.: Armia Krajowa) während der Besatzung im Zweiten Weltkrieg            |
| Trotzendorfstraße                | Benannt nach Gründer der humanistischen Schule in Schlesien Valentin Friedland alias Trotzdendorf                                                                    | Ulica Bohaterów Getta                      | Benannt nach den Helden des Warschauer Ghettos                                                                       |
| Viktoriastraße                   | Benannt nach Victoria von Großbritannien und Irland, Gattin des zweiten deutschen Kaisers Friedrich III.                                                             | Ulica Wolności                             | dt.: Freiheit |
| Wiesenstraße                     | | Ulica Zygmunta Krasińskiego                | Benannt nach dem polnischen Dichter Zygmunt Krasiński                                                                |
| Wilhelmstraße                    | Benannt nach Kaiser Wilhelm I. | Ulica Adama Mickiewicza                    | Benannt nach dem polnischen Dichter Adam Mickiewicz                                                                  |
| Winterbergstraße                 | Benannt nach dem Winterberg in der Pfalz | Ulica Psie Pole                            | Benannt nach dem Breslauer Stadtbezirk Psie Pole (dt.: Hundsfeld)                                                    |
| Winterfeldtstraße                | Benannt nach dem preußischen General Hans Karl von Winterfeldt | Ulica Władysława Reymonta                  | Benannt nach dem polnischen Schriftsteller Władysław Reymont                                                         |
| Woyrschstraße                    | Benannt nach dem preußischen Generalfeldmarschall Remus von Woyrsch                                                                                                  | Ulica Mikołaja Reja                        | Benannt nach dem polnischen Dichter, Politiker und Musiker Mikołaj Rej                                               |
| Yorckstraße                      | Benannt nach dem preußischen Generalfeldmarschall Ludwig Yorck von Wartenburg                                                                                        | Ulica Kazimierza Pułaskiego                | Benannt nach dem polnischen Adligen Kazimierz Pułaski                                                                |
| Yorckstraße                      | Benannt nach dem preußischen Generalfeldmarschall Ludwig Yorck von Wartenburg                                                                                        | Ulica Stefana Okrzei                       | Benannt nach dem polnischen Unabhängigkeitskämpfer Stefan Aleksander Okrzeja                                         |
| Zietenstraße                     | Benannt nach dem preußischen Reitergeneral Hans Joachim von Zieten                                                                                                   | Ulica Mariana Langiewicza                  | Benannt nach dem polnischen Unabhängigkeitskämpfer Marian Langiewicz                                                 |